# El fabulós món del circ
El fabulós món del circ (títol original: Circus World, estrenada com The Magnificent Showman al Regne Unit) és una pel·lícula dramàtica de 1964 protagonitzada per John Wayne, Claudia Cardinale i Rita Hayworth. Va ser dirigica per Henry Hathaway i produïda per Samuel Bronston, amb un guió de Ben Hecht, Julian Zimet (escrit amb el pseudònim de Julian Halevy ) i James Edward Grant, a partir d'una història de Bernard Gordon i Nicholas Ray. Està doblada al català.

## Argument
Quan el propietari del circ Matt Masters decideix portar el seu espectacle a una gira europea, es veu assetjat per problemes, mentre busca la Lili, la mare de la seva filla adoptiva, que va desaparèixer anys abans.

## Repartiment
- John Wayne com Matt Masters
- Rita Hayworth com Lili Alfredo
- Claudia Cardinale com Toni Alfredo
- Lloyd Nolan com Cap Carson
- Richard Conte com Aldo Alfredo
- John Smith com Steve McCabe
- Katherine Kath com Hilda
- Wanda Rotha com Mrs. Schuman
- Kay Walsh com Flo Hunt
- Miles Malleson com Billy Hennigan
- Josep Maria Caffarel com alcalde de Barcelona
- Moustache com cambrer (sense acreditar)
- George Tyne com cambrer de Madrid (sense acreditar)
- Víctor Israel com desconegut (sense acreditar)

## Producció

### Desenvolupament
La idea inicial de la pel·lícula va ser concebuda pel guionista Bernard Gordon. El 1961, Philip Yordan va recomanar a Gordon que produís una altra pel·lícula a gran escala, en la qual Gordon va suggerir una pel·lícula de circ ambientada a Europa.  Escrivint a la seva autobiografia, Gordon es va centrar en la idea de "el gran circ movent-se per tot el món allà on un lloc acolorit podria prestar-se a una acrobàcia única i atrevida". Mentre estava sota contracte per produir una altra pel·lícula per a Samuel Bronston, el director Nicholas Ray va acceptar la idea i va treballar amb Gordon en un tractament a París. 
L'agost de 1962, Paramount Pictures va anunciar que coproduirien una pel·lícula de circ en col·laboració amb Bronston, que es titularia provisionalment Those Were the Days i s'ambientaria a principis del segle xx. John Wayne va ser l'estrella i el projecte havia de ser dirigit per Nicholas Ray. El rodatge estava previst que comencés a Espanya l'agost de 1963, després de la finalització de 55 dies a Pequín (1963) i La caiguda de l'Imperi Romà (1964). S'esperava que el pressupost fos de 6,5 milions de dòlars. Tanmateix, el mes següent, Ray va patir patir un atac de cor mentre filmava 55 dies a Pequín.
Al novembre, Bronston va anunciar que Ray seria substituït per Frank Capra, moment en què el projecte va ser retitulat Circus. Desconfiat dels problemes del guió, Wayne va fitxar a James Edward Grant per ajudar a reelaborar el guió. Grant inicialment es va mostrar reticent, però Bronston li va oferir un acord de tres pel·lícules que va acceptar.  Com que Grant estava coescrivint el guió, va tenir diferències creatives amb Capra, trobant que el guió de Capra era "tan increïblement passat de moda que el Duke apareix de vegades com Harold Lloyd, de vegades com Oliver Hardy i de vegades com... Stan Laurel. Quan Llegiu això, és fàcil entendre per què aquest noi no ha tingut cap èxit des que [el guionista] Robert Riskin va morir".  D'acord amb Capra, Grant li va dir que ell i Wayne "et donarem un guió en una setmana. Tot el que has de tenir en una pel·lícula de John Wayne és una dona amb grans pits que el Duke pot llançar sobre els seus genolls, i cops, i una col·lecció d'idiotes que pot aixafar a la cara cada cinc minuts, omples amb gags, banderes i persecucions, els seus fans s'ho mengen". 
Quan Wayne va arribar a Espanya, va rebutjar el guió de Capra com a poc interessant i inviable.  Yordan volia acomiadar Capra, tot i que costaria 150.000 dòlars en indemnització per acomiadament.  Finalment, Capra va ser acomiadat del projecte el juliol de 1963. Va ser substituït per Henry Hathaway. Aquell mateix mes, The New York Times havia informat que Capra volia fer de la pel·lícula una comèdia lleugera, mentre que Bronston insistia que fos un melodrama romàntic. També havien informat que el rodatge encara es reprendria a l'estiu.
Amb Hathaway a bord, inicialment va buscar a Wendell Mayes per ajudar a salvar el guió, però ja estava contractat per a un altre projecte cinematogràfic per a Twentieth Century Fox. Aleshores, Hathaway va contractar a Ben Hecht per retocar el guió en dues setmanes conservant el naufragi inicial i les escenes d'incendi de la carpa, però improvisant la resta. El guionista Julian Halevy (pseudònim de Julian Zimet) també va ser contractat per a les reescriptures al plató.

### Càsting
El març de 1963, es va informar que David Niven i Claudia Cardinale havien acceptat unir-se al repartiment. No obstant això, l'agost següent, Niven havia estat substituït per Rod Taylor i Rita Hayworth s'havia unit al repartiment. Poc abans del rodatge, Taylor es va retirar del projecte perquè no estava satisfet amb la mida del seu paper, i va ser substituït per John Smith.

### Rodatge
El rodatge va començar el setembre de 1963 amb el rodatge d'ubicacions a Barcelona, que va ser seguit amb el rodatge d'estudi a l'estudi de producció de Bronston a Madrid. A finals de desembre de 1963, mentre es filmava una escena d'incendi d'un circ, es va produir un incendi al plató, que va cremar 40 metres quadrats del plató d'Aranjuez. Wayne, Hayworth i un altre personal de l'estudi van sortir il·lesos mentre diversos animals eren traslladats del plató.
Els historiadors del cinema han especulat que en el moment en què es va fer aquesta pel·lícula, Rita Hayworth podria haver patit inici precoç d'Alzheimer. Només tenia 46 anys quan es va fer la pel·lícula, sovint arribava tard al plató i tenia problemes per recordar les seves línies, i es va informar que sovint estava borratxa i maltractava al plató. John Wayne havia esperat anteriorment treballar amb ella, però suposadament va arribar a menysprear el que considerava un comportament poc professional. 

## Estrena
Abans de l'estrena de la pel·lícula, Paramount Pictures havia estrenat anteriorment La caiguda de l'Imperi Romà, que s'havia convertit en una decepció financera. El març de 1964, es va informar que Pierre S. du Pont III s'havia fet càrrec de Samuel Bronston Production com a síndic principal que garanteix que El fabulós món del circ estaria acabat. Malgrat això, es va informar que la inversió de Paramount a El fabulós món del circ es mantindria protegida i continuaria amb els plans de distribució tal com estava previst. El 25 de juny de 1964, la pel·lícula es va estrenar al Loew's Cinerama Theatre amb seients reservats.

## Recepció

### Taquilla
La pel·lícula va guanyar 1,6 milions de dòlars de taquilla als Estats Units.

### Reacció crítica
Bosley Crowther, en una ressenya per The New York Times, va descriure la pel·lícula com una "pel·lícula tristament trillada i òbvia que Samuel Bronston ha produït i ha dirigit Henry Hathaway. I fins i tot amb la pantalla Cinerama, l'arranjament d'un projector i sense línies, Els actes de circ són les habituals representacions planes d'elefants, cavalls, gossos, aeris i caminadors, tots fotografiats sense interès. Només un, que té a veure amb un domador de lleons i la seva ferotge dona. I l'exposició del drama és tan superficial, sense estil ni encant, que tens la impressió que els actors estan treballant a la feina". Time va escriure: "Tot i que prou simpàtic, aquest espectacle menys pretensiós de Bronston no es pot comparar amb L'espectacle més gran del món . És només una petita llàgrima romàntica, és Stella Dallas amb pols d'estrelles". A més, van concloure afirmant que "veure la pel·lícula és com tenir un elefant a la falda durant 2 hores i 15 minuts. Amb prou feines pots mesurar el que tens allà, però deixa una impressió definitiva: és gran, de cor càlid i és molt divertit per als nens".
Variety va elogiar la pel·lícula com a "una gran pantalla, un casament de gran taquilla d'espectacle i romanç. Hauria d'agradar a les masses a tot arreu, i especialment a les dones i als nens. El ritme, tal com va dirigir Henry Hathaway, és insensible. La trama combina acció, color, paisatges europeus, melodrama, desastre per foc i catàstrofe per l'aigua.